# جزیره کریسمس
جزیرهٔ کریسمس (Christmas Island) جزیره‌ای واقع در جنوب شرق آسیا، در ۳۲۰ کیلومتری جنوب جزیرهٔ جاوه در اقیانوس هند است.
جزیرهٔ کریسمس نه به خاطر موقعیت جغرافیایی بلکه به علت وابستگی سیاسی در بخش قارهٔ اقیانوسیه قرار گرفته‌است، این جزیره از نظر موقعیت جغرافیایی و مکانی در قارهٔ آسیا قرار دارد. جزیرهٔ کریسمس به واسطهٔ وسعت و اهمیت بیشتر نسبت به سایر مستعمرات استرالیا همین‌طور پرچم جدا از استرالیا دارد.

## نامگذاری
نام فارسی آن دخیل از انگلیسی است. این جزیره در روز کریسمس ۱۶۴۳ توسط William Mynors کشف شد.

## تاریخ
جزیره کریسمس در سال ۱۶۴۳ میلادی توسط یک کاپیتان انگلیسی به نام، ویلیام مینورز (William Mynors) کشف شد، وجه تسمیه این جزیره به این خاطر است که کاپیتان مینورز این جزیره را دقیقاً در روز ۲۵ دسامبر برابر با روز کریسمس کشف کرد. جزیره کریسمس در سال ۱۸۸۸ ضمیمه استعمار بریتانیا شد و استخراج فسفات از معادن فسفات این جزیره در سال ۱۸۹۰ آغاز شد. بریتانیا در ۱ اکتبر ۱۹۵۸ وظیفه کنترل و ادارهٔ جزیره کریسمس را به استرالیا واگذار کرد. بیش از دو سوم جزیره به عنوان پارک ملی شناخته می‌شود

## سیاست
فرماندار جزیره آقای نیل لوکاس (Neil Lucas) نام دارد که از ۳۰ ژانویه ۲۰۰۶ از جانب دولت استرالیا به عنوان فرماندار این جزیره انتخاب شد.

## جغرافیا
مساحت جزیره کریسمس ۱۳۵ کیلومتر مربع و جمعیت آن ۱٬۴۹۳ نفر می‌باشد.
پایتخت این جزیره فلایینگ فیش کاو نام دارد که بیشتر جمعیت جزیره در این شهر زندگی می‌کنند.
بلندترین نقطه جزیره کریسمس، موری هیل (Murray Hill) با ۳۶۱ متر ارتفاع در مرکز جزیره واقع شده‌است.

## مردم
نژاد ۷۰٪ ساکنان جزیره کریسمس چینی، ۲۰٪ اروپایی و ۱۰٪ مالایی است،
همچنین دین ۳۶٪ از جمعیت جزایر کریسمس بودایی، ۲۵٪ مسلمان و ۱۸٪ نیز مسیحی می‌باشد.
زبان رسمی در جزیره کریسمس، انگلیسی است. همچنین زبانهای چینی و مالایی نیز در جزیره کاربرد دارد.

## اقتصاد
واحد پول جزایر کریسمس دلار استرالیا با واحد جزء سنت نام دارد.
معادن فسفات تنها فعالیت اقتصادی مهم اهالی جزیره کریسمس است، در دسامبر ۱۹۸۷ دولت استرالیا این معادن را بست ولی مجدداً در سال ۱۹۹۱ معادن فسفات را بازگشایی کرد. ماهیگیری از دیگر راه‌های تأمین معاش مردم جزیره کریسمس می‌باشد